# Bovey Tracey A.F.C.
Câu lạc bộ bóng đá Bovey Tracey là một câu lạc bộ bóng đá có trụ sở ở Bovey Tracey, Devon, Anh. Đội hiện là thành viên của South West Peninsula League Premier Division East và thi đấu trên sân Mill Marsh Park.

## Lịch sử
Câu lạc bộ được thành lập vào năm 1950 do sự hợp nhất của Bovey St Johns và Bovey Town. Đội trở thành thành viên của South Devon League và giành được Herald Cup mùa giải 1960-61. Sau khi vô địch giải đấu mùa giải 2007-08, câu lạc bộ được thăng hạng lên Division One East của South West Peninsula League. Trong mùa giải đầu tiên ở hạng đấu mới, đội đã về nhì và được thăng lên Premier Division. Câu lạc bộ đứng cuối Premier Division trong mùa giải 2014-15 và bị xuống hạng đến Division One East. Sau khi tổ chức lại giải đấu vào cuối mùa giải 2018-19, câu lạc bộ đã được thăng hạng Premier Division East.

## Sân vận động
Ban đầu câu lạc bộ chơi ở Recreation Ground. Năm 1979, đội mua đất tại Mill Marsh Park để xây dựng sân vận động hiện tại.

## Danh hiệu
- South Devon League
  - Vô địch 2007-08
  - Vô địch Herald Cup 1960-61

## Kỉ lục
- Thành tích tốt nhất tại FA Vase: Vòng Một, 2012-13, 2013-14, 2017-18[2]